# Xã Knights Prairie, Quận Hamilton, Illinois
Xã Knights Prairie (tiếng Anh: Knights Prairie Township) là một xã thuộc quận Hamilton, tiểu bang Illinois, Hoa Kỳ. Năm 2010, dân số của xã này là 574 người.